# Air Nostrum

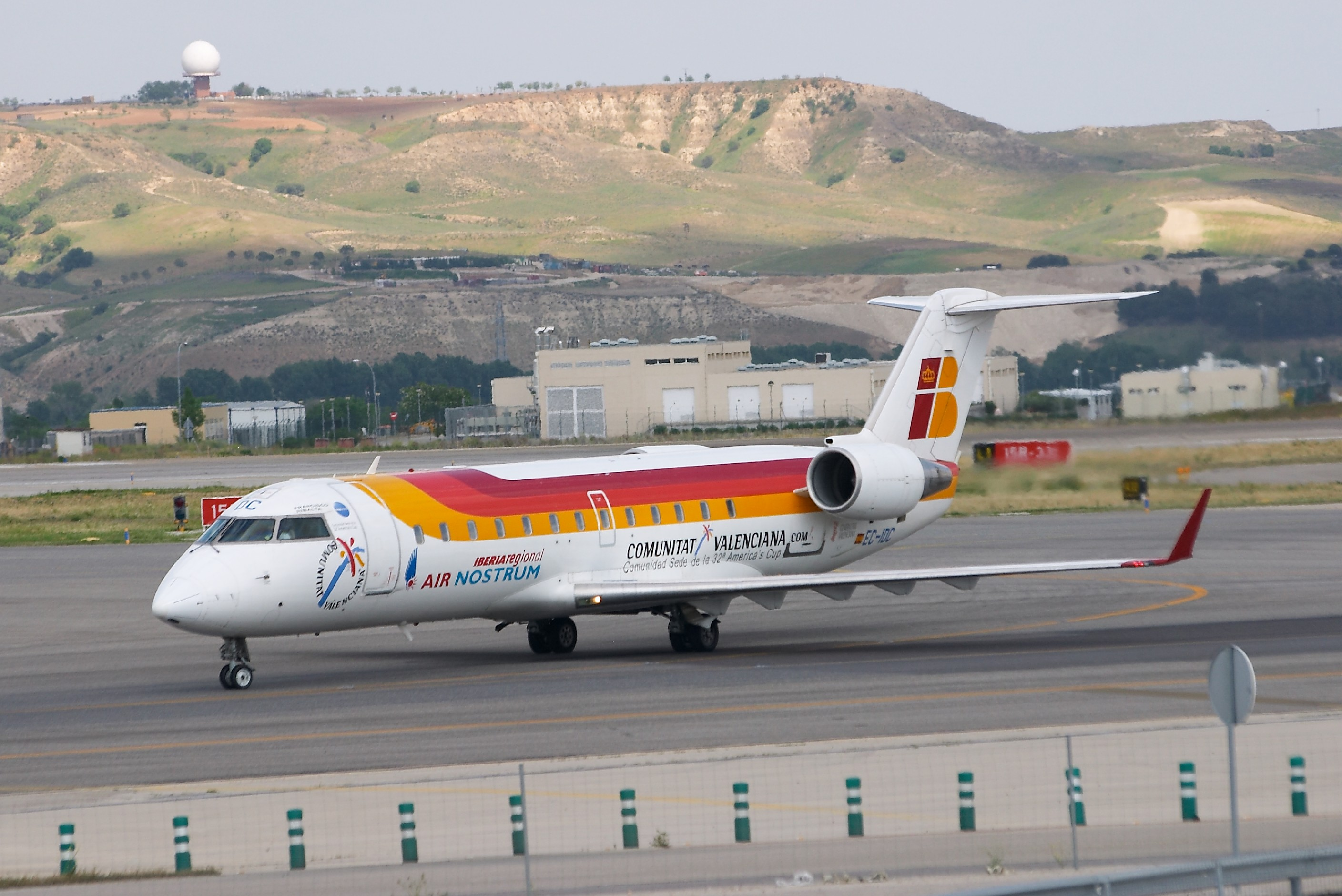
Canadair Regional Jet d'Air Nostrum aparcat a l'aeroport de Madrid-Barajas.

Air Nostrum Líneas Aéreas del Mediterráneo, coneguda com a Air Nostrum (Codi IATA: YW; codi OACI: ANE), és una aerolínia amb seu a València. Opera amb franquícia juntament amb Iberia LAE sota el nom de Iberia Regional / Air Nostrum. La companyia duu a terme vols de cabotatge i amb 7 països d'Europa i nord d'Àfrica. Durant el 2008 va transportar més de 5 milions de passatgers.
La seua base de manteniment i d'operacions es troba a l'Aeroport de València-Manises però també consten com dos importants centres de connexió l'Aeroport Internacional de Barcelona i l'Aeroport de Madrid-Barajas. A més, té bases secundàries a Palma de Mallorca(ATR72-600), Bilbao(CRJ 200) i Màlaga(ATR72-600).

## Història
L'aerolínia es va fundar en 1994 i va començar a operar el desembre d'aqueix any. Aquesta aerolínia va ser propietària de Denim Air entre 1999 i 2002. L'accionista majoritari de Air Nostrum és NEFINSA SA, propietària del 75,5% del capital, mentre que Caja Duero posseeix una participació del 22%. Nefinsa és un grup empresarial, propietat de la família Serratosa, que presideix Javier Serratosa Luján des de desembre de 2009. Al maig de 1997 Air Nostrum va signar un acord de franquícia amb el Grup Iberia. A través d'aquest acord, els vols d'Air Nostrum van passar a ser comercialitzats per Iberia i s'integra en la seua xarxa. Aquest acord ha suposat per a Air Nostrum un increment notable de passatgers de connexió, al mateix temps que li aporta a Iberia passatge als seus dos grans centres de distribució de tràfic a Espanya, Madrid i Barcelona.
Els horaris programats als vols d'Air Nostrum permeten al passatger la connexió dels seus vols amb tota la xarxa mundial de destinacions del Grup Iberia. És a dir, permet connectar, amb un únic bitllet i sense haver de facturar més d'una vegada, amb més de 95 destinacions pròpies del grup (33 a Espanya; 32 a Europa; 6 a Àfrica; 23 a Amèrica i 1 a Orient Pròxim), així com amb els 56 que actualment realitza en codi compartit (18 a Europa, 31 a Amèrica, 1 a Àfrica i 6 a Orient Pròxim).
En 1995, Air Nostrum va transportar 260.168 passatgers enfront dels més de 5 milions que va transportar en 2008. Aquest fort increment de passatgers va vindre acompanyat de l'augment del nombre d'operacions atenent a les necessitats de cada mercat. Es van inaugurar rutes noves i es van incrementar les freqüències en unes altres, passant de menys de 250 vols a la setmana en 1995 a quasi 3.000 en 2006.
Ha obtingut diversos premis, sent l'única regional europea (junt a Binter Canarias) en obtenir 4 vegades el premi, en la seua categoria Ore, a l'Aerolínia de l'Any, atorgat per l'ERA (European Regions Airline Association), i en obtenir la Palma d'Or, distinció a perpetuïtat, de la mateixa associació, a l'Excel·lència Sostinguda, única aerolínia que actualment la posseeix. En 2011 Air Nostrum va ser guardonada com a "Aerolínia Regional de l'Any" per la revista Penton Media's Air Transport World. Aquest premi va ser lliurat a Washington DC i consolida l'aerolínia com una de les capdavanteres en el seu sector.
El 7 de febrer de 2012 Air Nostrum va presentar un ERO que afectarà els seus 1.800 treballadors durant dos anys, a causa de l'increment del preu del combustible i la caiguda d'ingressos. S'estima que durant els dos anys, es van deixar a terra 15 avions Bombardier CRJ200 i es va abandonar la majoria de les seues rutes en pèrdues.
El 31 de març de 2014 Air Nostrum va fer pública l'entrada en el capital de la companyia d'un grup d'empresaris valencians amb la participació del llavors conseller delegat de la companyia Carlos Bertomeu, així com d'Antonio Pellicer i de José Remohí, amb un capital estimat en 25 milions d'euros, repartits entre capital i deute.

## Flota
El 14 de juny de 2009 Air Nostrum va efectuar una nova comanda de quinze CRJ1000 NextGen a Bombardier, acumulant un total de 35 CRJ1000 NextGen; que va entrar en servei en l'últim trimestre de 2010. La mitjana d'edat de la flota de Air Nostrum és de 12 anys (a 26 de maig de 2025).
Air nostrum te un contracte de Wet Lease amb MelAir, filial i la qual té 4 ATR72-600 conectant Andalusia amb Melílla.

## Destinacions
Article principal: Destinacions d'Air Nostrum